# 天主教普韦布洛教区
天主教普韋布洛教區（拉丁語：Diocesis Pueblensis）是美國一個羅馬天主教教區，屬丹佛總教區。成立於1941年11月15日。
範圍包括科羅拉多州南部，教座位於普韋布洛。2004年有教友110,200人（佔全州人口18.3%）、五十三個堂區、一百零五名司鐸。現任教區主教為史蒂芬·傑·伯格（Stephen Jay Berg）。